# Ахаггар (диалект)
Ахаггар (также тахаггарт, таманрассет, ихаггарен, кель ахаггар; англ. tahaggart, haggart, tamanrasset, tamanghaset, ahaggar, hoggar, ahăggar; самоназвание: tăhaġġart, tăhăggart) — диалект группы туарегских племён кель ахаггар, один из диалектов языка западный тамахак (собственно тамахак), входящего в состав севернотуарегской группы туарегской ветви берберской семьи языков.
Распространён в пустынных районах Сахары на плато Ахаггар и прилегающих к нему территориях на юго-востоке Алжира (вилайет Таманрассет) и на северо-западе Нигера. Носители диалекта живут помимо прочего в алжирском городе Таманрассет, в котором составляют меньшинство населения. Численность говорящих на ахаггар вместе с носителями других диалектов западнотамахакского языка не превышает 51 тыс. человек (25 тыс. — в Алжире, 26 тыс. — в Нигере).
В справочнике языков мира Ethnologue ахаггар (иначе хоггар, ахаггарен, ажжер, тахаггарт) рассматривается как диалект языка тамахак (или тахаггарт), единственного представителя северной группы туарегских языков.
В классификации А. Ю. Айхенвальд и А. Ю. Милитарёва ахаггар вместе с тайток, ажжер и другими идиомами составляют группу диалектов языка тамахак, одного из нескольких языков северной группы туарегской ветви.
Согласно классификации, опубликованной в работе С. А. Бурлак и С. А. Старостина, ахаггар является одним из двух представителей севернотуарегской группы языков наряду с языком гхат.
По классификации британского лингвиста Роджера Бленча, тахаггарт (или ахаггар) является одним из шести языков не подразделяющейся на отдельные группы туарегской языковой ветви.
Туарегские языки обладают наиболее широким составом гласных фонем среди остальных берберских языков. Один из самых больших по числу гласных состав вокализма представлен в диалекте ахаггар, в который включены фонемы: a, i, u, ä, ə, e, o, возможно, также ā, ī, ū.